# Pomarez
Pomarez [pɔmaʁɛs] est une commune française, située dans le département des Landes (région Nouvelle-Aquitaine).
Pomarez est réputée pour les courses landaises ayant lieu dans ses arènes couvertes.

## Géographie

### Localisation
Pomarez est une commune de la Chalosse.

### Communes limitrophes
Les communes limitrophes sont  Castel-Sarrazin, Castelnau-Chalosse, Clermont, Donzacq, Estibeaux, Mouscardès, Ozourt et Tilh.
| Ozourt, Clermont | Castelnau-Chalosse | Donzacq         |
| Estibeaux        | Pomarez            | Castel-Sarrazin |
| Mouscardès       | Tilh               |                 |

### Hydrographie
Le village est bâti sur les terrasses alluviales de la large vallée du Luy, en aval du confluent du Luy de France et du Luy de Béarn. Un luy est un nom commun régional désignant un cours d'eau (lui en gascon, du latin lunius), voir gave ou neste  ailleurs. Le luy se prononce [lœ-y] ici, [lú-y] ailleurs.

### Climat
Pour des articles plus généraux, voir Climat de la Nouvelle-Aquitaine et Climat des Landes.
Historiquement, la commune est exposée à un micro climat océanique basque.  
En 2020, Météo-France publie une typologie des climats de la France métropolitaine dans laquelle la commune est exposée à un climat océanique et est dans la région climatique  Pyrénées atlantiques, caractérisée par une pluviométrie élevée (>1 200 mm/an) en toutes saisons, des hiver très doux (7,5 °C en plaine) et des vents faibles.
Pour la période 1971-2000, la température annuelle moyenne est de 13,6 °C, avec une amplitude thermique annuelle de 14,5 °C. Le cumul annuel moyen de précipitations est de 1 206 mm, avec 12,2 jours de précipitations en janvier et 7,7 jours en juillet. Pour la période 1991-2020, la température moyenne annuelle observée sur la station météorologique la plus proche, située sur la commune de Dax à 20 km à vol d'oiseau, est de 14,5 °C et le cumul annuel moyen de précipitations est de 1 155,2 mm,. Pour l'avenir, les paramètres climatiques de la commune estimés pour 2050 selon différents scénarios d’émission de gaz à effet de serre sont consultables sur un site dédié publié par Météo-France en novembre 2022.

## Urbanisme

### Typologie
Au 1er janvier 2024, Pomarez est catégorisée commune rurale à habitat dispersé, selon la nouvelle grille communale de densité à sept niveaux définie par l'Insee en 2022.
Elle est située hors unité urbaine. Par ailleurs la commune fait partie de l'aire d'attraction de Dax, dont elle est une commune de la couronne,. Cette aire, qui regroupe 60 communes, est catégorisée dans les aires de 50 000 à moins de 200 000 habitants,.

### Occupation des sols

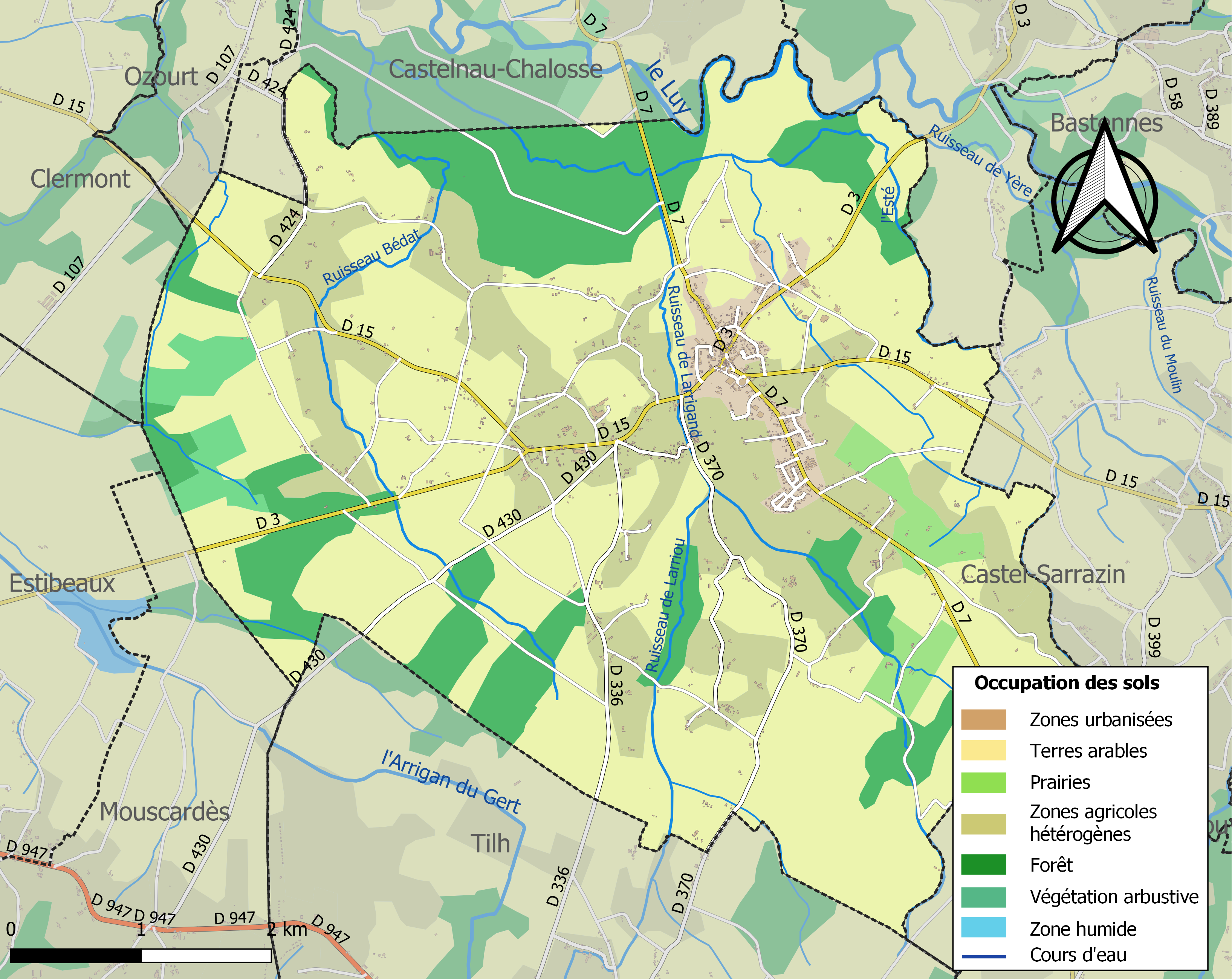
Carte des infrastructures et de l'occupation des sols de la commune en 2018 (CLC).

L'occupation des sols de la commune, telle qu'elle ressort de la base de données européenne d’occupation biophysique des sols Corine Land Cover (CLC), est marquée par l'importance des territoires agricoles (78,9 % en 2018), en diminution par rapport à 1990 (80,1 %). La répartition détaillée en 2018 est la suivante : 
terres arables (55,3 %), zones agricoles hétérogènes (21,3 %), forêts (16,3 %), zones urbanisées (3 %), prairies (2,3 %), milieux à végétation arbustive et/ou herbacée (1,8 %). L'évolution de l’occupation des sols de la commune et de ses infrastructures peut être observée sur les différentes représentations cartographiques du territoire : la carte de Cassini (XVIIIe siècle), la carte d'état-major (1820-1866) et les cartes ou photos aériennes de l'IGN pour la période actuelle (1950 à aujourd'hui).

### Voies de communication et transports
Il y a plusieurs routes départementales qui croisent à Pomarez (D 3, D 7, D 15). De l'autoroute A 64 on peut prendre la sortie 7 (Salies-de-Béarn) ou 8 (Orthez) et se diriger vers le nord.  On peut atteindre les régions touristiques des Pyrénées et de l'océan Atlantique à moins de 100 km. Dans un rayon de 40 km, il y a les villes moyennes de Dax au nord-ouest, Mont-de-Marsan au nord et Orthez au sud-est.
Les gares SNCF sont à Orthez, Puyoô ou Dax (TGV).
Par la route, Pomarez est située à 50 km de l'aéroport de Pau-Pyrénées et à 80 km de l'aéroport de Biarritz-Bayonne-Anglet.
Pour les piétons, les trottoirs sont étroits dans la rue centrale de la commune, mais de longues randonnées sont possibles dans la campagne chalossaise.
Le département des Landes a décidé de mettre en place un réseau de bus à 2 euros vers toutes les destinations. Pomarez est un arrêt de la ligne de bus Dax-Hagetmau et par conséquent les habitants ont la possibilité de se déplacer en transports en commun dans la semaine.

### Risques majeurs
Le territoire de la commune de Pomarez est vulnérable à différents aléas naturels : météorologiques (tempête, orage, neige, grand froid, canicule ou sécheresse), inondations, mouvements de terrains et séisme (sismicité modérée). Un site publié par le BRGM permet d'évaluer simplement et rapidement les risques d'un bien localisé soit par son adresse soit par le numéro de sa parcelle.
Certaines parties du territoire communal sont susceptibles d’être affectées par le risque d’inondation par débordement de cours d'eau, notamment le Luy. La commune a été reconnue en état de catastrophe naturelle au titre des dommages causés par les inondations et coulées de boue survenues en 1998, 1999 et 2009,.
Les mouvements de terrains susceptibles de se produire sur la commune sont des tassements différentiels.

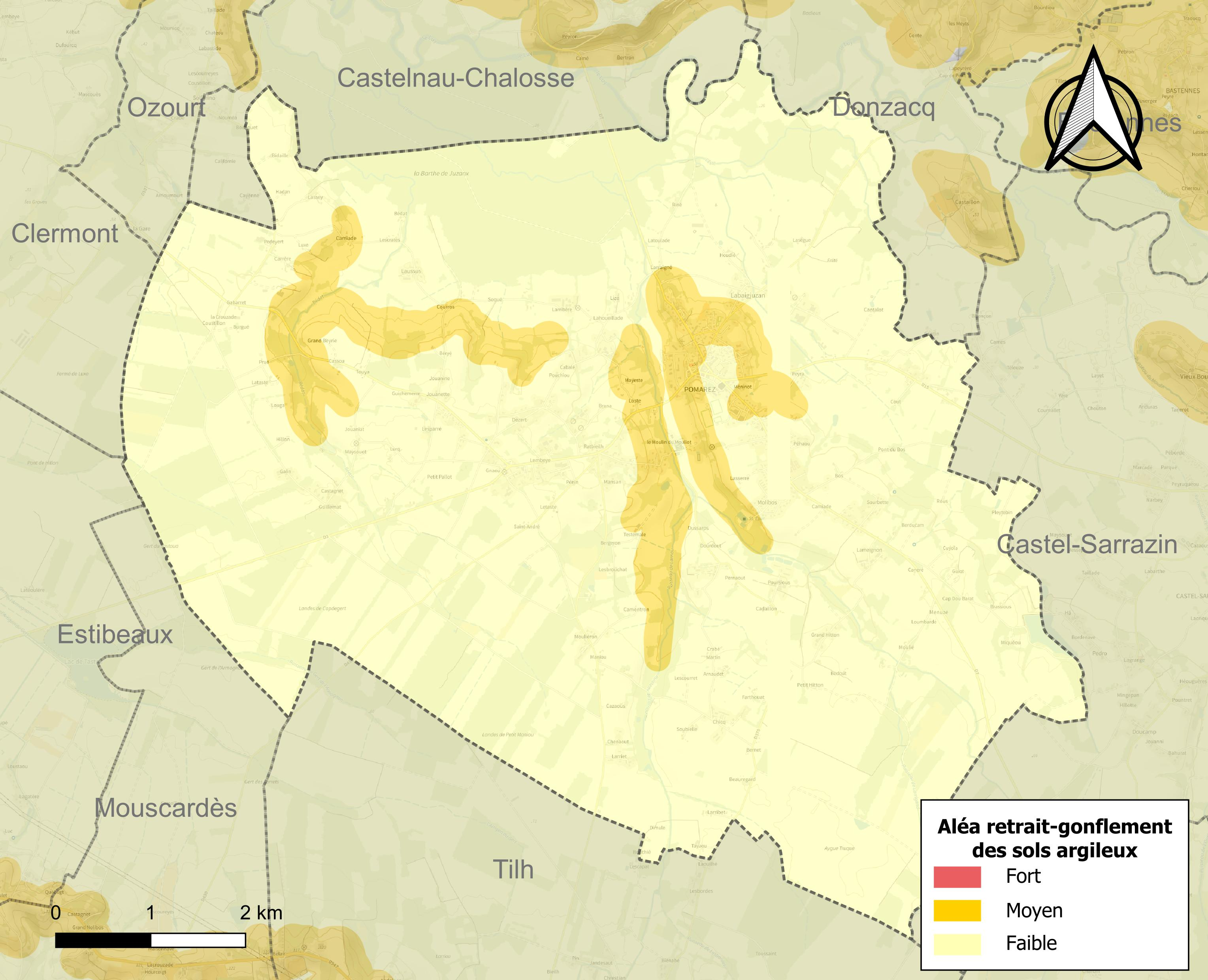
Carte des zones d'aléa retrait-gonflement des sols argileux de Pomarez.

Le retrait-gonflement des sols argileux est susceptible d'engendrer des dommages importants aux bâtiments en cas d’alternance de périodes de sécheresse et de pluie. 10,7 % de la superficie communale est en aléa moyen ou fort (19,2 % au niveau départemental et 48,5 % au niveau national). Sur les 688 bâtiments dénombrés sur la commune en 2019,  155 sont en aléa moyen ou fort, soit 23 %, à comparer aux 17 % au niveau départemental et 54 % au niveau national. Une cartographie de l'exposition du territoire national au retrait gonflement des sols argileux est disponible sur le site du BRGM,.
Concernant les mouvements de terrains, la commune a été reconnue en état de catastrophe naturelle au titre des dommages causés par la sécheresse en 1989, par des mouvements de terrain en 1999 et par des glissements de terrain en 1990.

## Toponymie
Le nom Pomarez vient du latin poma, pomme, plus le suffixe -arium (= endroit où il y a) et un pluriel, ce qui signifie « les pommeraies », une certaine abondance de pommiers pour récolter la pomada, le cidre, bien plus usité au Moyen Âge que le vin,.
Il y a en Europe de nombreux villages, hameaux ou personnes qui portent un nom de cette nature : Pommiers, Pomerols, Pomayrol, Pomarède, etc.

## Histoire

### Préhistoire
Un site préhistorique très important par son statuaire, Brassempouy, se trouve à quelques kilomètres.
Deux mégalithes sont répertoriés dans la commune : le tumulus de Laussus, détruit, et le tumulus de Pédegert.

### Antiquité
Le territoire de la commune, anciennement occupé par les Tarbelles, dont la capitale était Aquae Tarbellicae (Dax), a connu une présence romaine.
En mars 1892, un métayer découvre un vase en terre contenant environ 400 monnaies d'argent d'origine gauloise,, probablement émises par les Elusates ou les Sotiates. Quelques-unes de ces monnaies, après avoir appartenu au numismate Ernest Bertrand, sont désormais dans les collections du musée archéologique de Dijon,,.

### Moyen Âge
Les vestiges d'un clocher rond adjoint à une tour rectangulaire datent des XIe siècle et XIIe siècle.
Les maisons à colombages remontent au XVIe siècle.

### Révolution française
En 1790, l'église est dévastée par les révolutionnaires puis est dédiée, à partir de 1794, au culte de la Raison.
Sous la Terreur, le curé assermenté de Pomarez, Michel de Castellan, est guillotiné à Dax, le 10 avril 1794, à l'âge de 52 ans, pour avoir critiqué les assignats, en les qualifiant de « chiffons », dans une lettre à Jean-Pierre Laborde, curé de Tilh et d'Arsague, lui aussi guillotiné, le même jour.

### Temps modernes
À partir du XIXe siècle, les Landes font l'objet de nombreuses recherches archéologiques, menées par des notables le plus souvent sociétaires d'une société savante créée en 1876, la société de Borda,.

## Héraldique
| Blason de Pomarez | Blason  | Coupé d'azur à un toréro écarteur senestré d'une vache landaise les deux d'argent remplie de sable; et de gueules à deux épis de maïs d'argent posés en chevron renversé; à la tour de l'église du lieu du même brochant sur la partition. |
| Blason de Pomarez | Détails | Site Internet de la commune, 2012 |

## Politique et administration
| Période                                  | Période  | Identité                          | Étiquette   | Qualité                                                                                         |
| ---------------------------------------- | -------- | --------------------------------- | ----------- | ----------------------------------------------------------------------------------------------- |
| 1790                                     | 1791     | Michel de Castellan               |             | Curé de Pomarez                                                                                 |
| 1791                                     | 1792     | Jean Ader                         |             |                                                                                                 |
| 1792                                     | 1795     | Simon Laussuy                     |             |                                                                                                 |
| 1795                                     | 1797     | Jean Ader                         |             |                                                                                                 |
| 1797                                     | 1821     | Jacques Laussuy                   |             | Notaire                                                                                         |
| 1821                                     | 1870     | Jean-Jacques Romain Laussuy       |             | Fils du précédent Notaire Conseiller général du canton d'Amou (1833-1861)                       |
| 1870                                     | 1871     | Dominique Baraille                |             | Vétérinaire                                                                                     |
| 1871                                     | 1880     | Adolphe Laussuy                   |             | Avocat, fils de Jean Jacques Romain Laussuy                                                     |
| 1880                                     | 1907     | Jean Jacques Marie Gaston Laussuy | Républicain | Notaire, fils d'Adolphe Laussuy Conseiller général du canton d'Amou (1886-1898)                 |
| Les données manquantes sont à compléter. |          |                                   |             |                                                                                                 |
| 1898                                     | 1904     | Dominique Baraille                |             | Vétérinaire                                                                                     |
| 1904                                     | 1912     | Eugène Baraille                   |             |                                                                                                 |
| 1912                                     | 1921     | Lézin Lassalle                    |             | Pharmacien                                                                                      |
| 1921                                     | 1940     | Raoul Saint-Calbre                | Rad.        | Vétérinaire Conseiller général du canton d'Amou (1929-1933)                                     |
| 1940                                     | 1944     | Paul Ducasse                      | Rad. ind.   | Conseil municipal dissous, délégation spéciale Conseiller général du canton d'Amou (1934-1940)  |
| 1944                                     | 1946     | Raoul Saint-Calbre                |             | Vétérinaire Délégation spéciale à la Libération                                                 |
| 1946                                     | 1947     | Edmond Gona                       | PC          |                                                                                                 |
| 1947                                     | 1972     | Robert Bautiaa                    |             | Entrepreneur en travaux publics                                                                 |
| 1972                                     | 1977     | Jean Émile Bautiaa                |             |                                                                                                 |
| 1977                                     | 1998     | André Garbay                      | SE          | Marchand de boissons                                                                            |
| 1998                                     | 2020     | Claude Lasserre                   | DVG         | Technicien retraité Président de la communauté de communes Coteaux et Vallées des Luys (?-2014) |
| 2020                                     | En cours | Pascal Cassiau                    | SE          |                                                                                                 |

La famille Laussy donne quatre maires au village, de 1793 à 1907.
En 2015, dans le cadre des contestations de la création d'une zone de libre-échange transatlantique (par le traité de libre-échange transatlantique, TAFTA), et alors que de nombreuses villes et communautés territoriales d'Europe se déclarent « zones hors TAFTA/CETA », Pomarez devient la première commune à arborer des panneaux « commune hors TAFTA » à ses entrées, une initiative du collectif Stop TAFTA, soutenue par l'ATTAC et reprise un peu partout en France,,,.

## Démographie
| 1793  | 1800  | 1806  | 1821  | 1831  | 1836  | 1841  | 1846  | 1851  |
| ----- | ----- | ----- | ----- | ----- | ----- | ----- | ----- | ----- |
| 1 597 | 1 497 | 1 765 | 1 920 | 2 067 | 2 090 | 2 115 | 2 091 | 2 032 |

| 1856  | 1861  | 1866  | 1872  | 1876  | 1881  | 1886  | 1891  | 1896  |
| ----- | ----- | ----- | ----- | ----- | ----- | ----- | ----- | ----- |
| 2 036 | 1 949 | 2 007 | 1 922 | 1 943 | 1 878 | 1 889 | 1 867 | 1 885 |

| 1901  | 1906  | 1911  | 1921  | 1931  | 1936  | 1946  | 1954  | 1962  |
| ----- | ----- | ----- | ----- | ----- | ----- | ----- | ----- | ----- |
| 1 898 | 1 927 | 1 875 | 1 696 | 1 632 | 1 603 | 1 516 | 1 416 | 1 440 |

| 1968  | 1975  | 1982  | 1990  | 1999  | 2006  | 2008  | 2013  | 2018  |
| ----- | ----- | ----- | ----- | ----- | ----- | ----- | ----- | ----- |
| 1 379 | 1 375 | 1 344 | 1 418 | 1 448 | 1 478 | 1 487 | 1 498 | 1 558 |

| 2022  | - | - | - | - | - | - | - | - |
| ----- | - | - | - | - | - | - | - | - |
| 1 605 | - | - | - | - | - | - | - | - |

## Économie
L'économie locale est principalement assurée par l'agriculture (céréales dont le maïs, horticulture, vigne) et de l'élevage (avicole et bovin dont les vaches landaises). Dans les arènes couvertes aménagées, le marché au gras est réputé (canards gras et leurs foies gras). Les produits sont vendus aux foires, marchés et aux restaurants. Quelques producteurs pratiquent la vente directe.

## Lieux et monuments

### Arènes

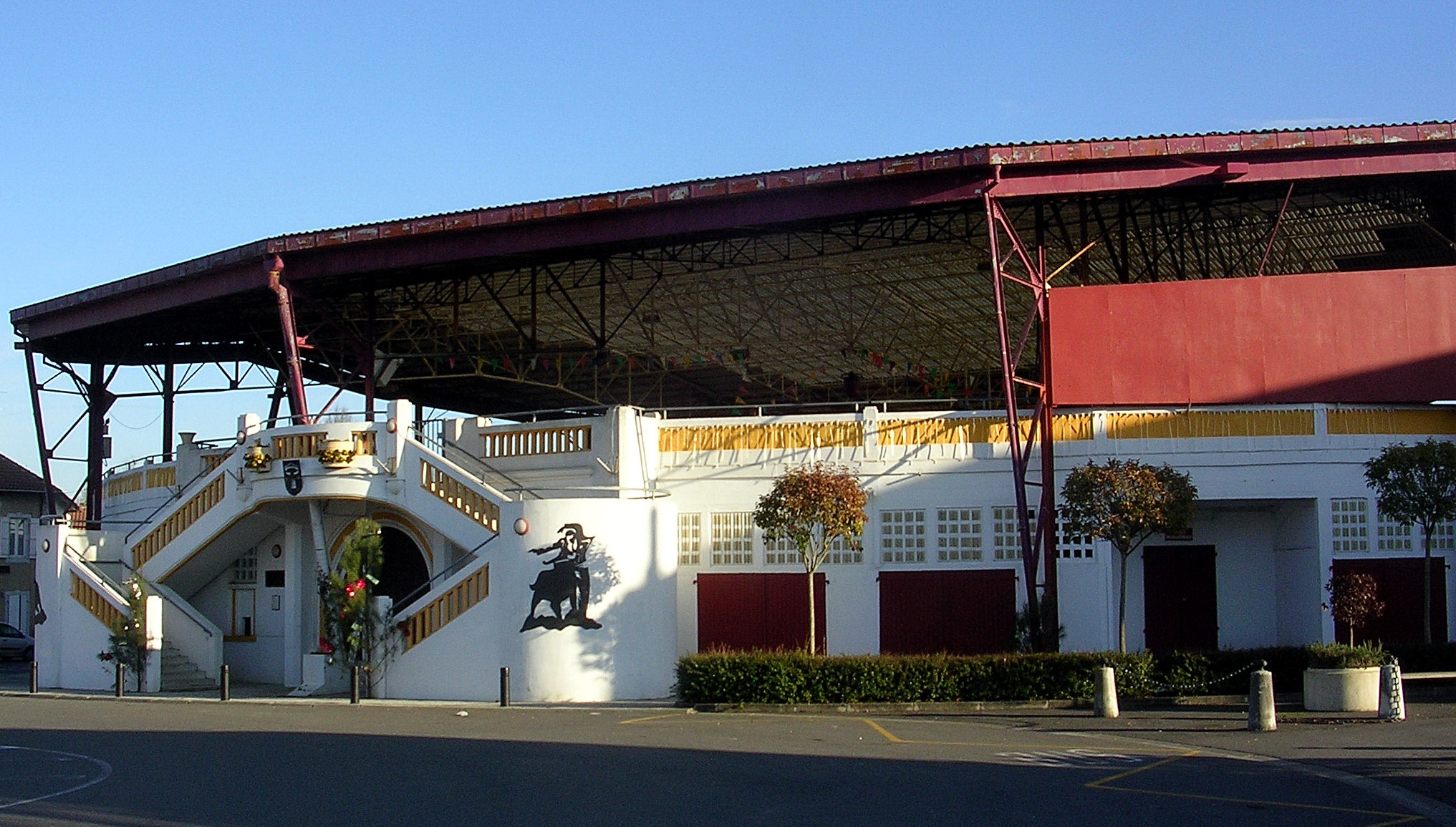
Vue partielle des arènes couvertes.

Les arènes de Pomarez, d'abord en bois, ont été construites en béton en 1931, sur des plans d'Albert Pomade (1880-1957), qui avait aussi signé ceux des arènes de Dax.
Chaque entrée des arènes portent le nom d'une personnalité de la course landaise native du village : la grande entrée de la piste des arènes a été baptisée « porte Alain-Laborde » en 2014.

### Église
L'église Notre-Dame-de-l'Assomption s'est effondrée en 1893.

## Personnalités liées à la commune
- Georges Monet (1751-1802), général des armées de la République, né dans la commune et décédé à Hinx (Landes).

## Vie pratique

### Culture

#### Traditions
La langue régionale est le gascon chalossais, ou occitan occidental gascon. Le gascon chalossais se distingue par une prononciation dite « landaise », finales féminines en [œ] au lieu de [o] ou [a] ailleurs.
La course landaise est une tauromachie non vulnérante pratiquée avec des vaches et sans mise à mort. Les toreros se nomment des écarteurs. L'école taurine de Pomarez est le seul centre de formation à la course landaise.

#### Événements annuels
- Les fêtes patronales ont lieu initialement durant un long week-end incluant la date du 15 août. Mais pour des raisons d'affluence (ces fêtes avaient lieu en même temps que les célèbres fêtes de Dax, voisines de seulement 20 km), les fêtes de Pomarez ont lieu de nos jours un week-end plus tôt. Mais le principe reste le même : il y a des manifestations taurines, sportives et culturelles ainsi que de nombreux repas organisés par les associations locales.
- Le festival Art et Courage.
- La coupe des Landes et la coupe Sud-Ouest de basket-ball, qui accueillent chaque année quelque 3000 spectateurs[49].
- L'Harmonie de Pomarez organise chaque année une concert de Pâques (dans la salle André-Garbay)[50] et, le premier dimanche de décembre, dans l'église, un concert de la Sainte-Cécile[51],[52].

#### Associations notables

Logo de l'association.

- L'Harmonie pomarézienne (originellement appelée Fanfare de Pomarez), crée en 1892 mais dont la première prestation a eu lieu en 1892[53],[54], compte plus de 90 musiciens. Elle finance partiellement, par de nombreux concerts, une école de musique qui forme des musiciens capables de devenir des futurs membres de l'harmonie.
- La Société des Amis de l'église de Pomarez, crée en 2012, pour conserver et étudier l'histoire de l'église[55].

### Activités sportives
L'Union Sportive Pomarézienne, association multisports : judo, tennis, tennis de table, basket-ball (le club Espoir Chalosse, anciennement CEP Chalosse) et rugby à XV (équipe trois fois championne de France au niveau « série » en 1989, 2001 et 2012).